# Marshall Library

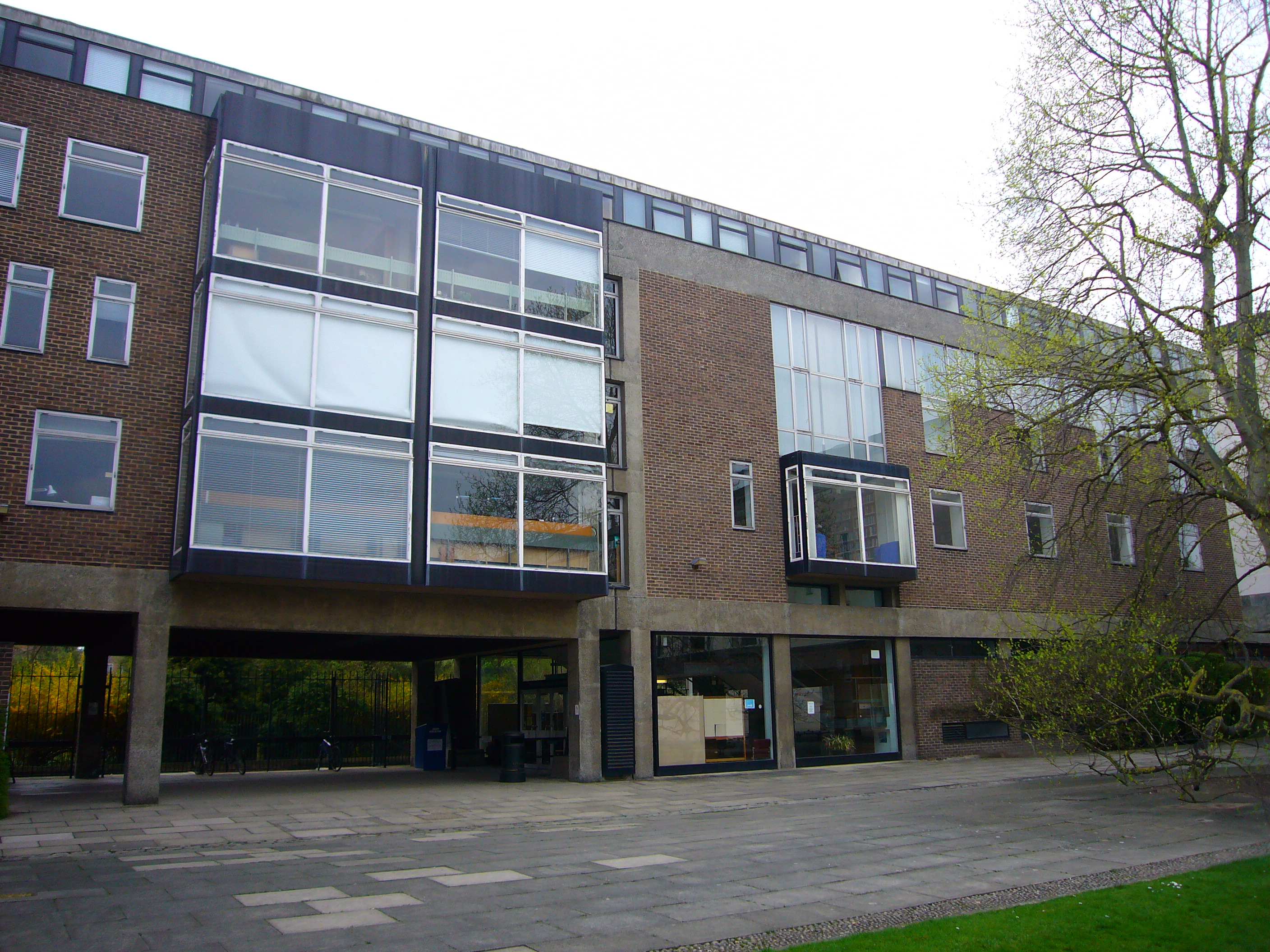
Die Marshall Library of Economics

Die Marshall Library of Economics, kurz Marshall Library, ist eine wissenschaftliche Fachbibliothek für Wirtschaftswissenschaften in Cambridge.

## Geschichte und Architektur
Die Sammlung der Marshall Library of Economics an der Cambridge University basiert auf der sogenannten Moral Sciences Library, die im Jahre 1885 von Professor Alfred Marshall und Professor Henry Sidgwick gegründet wurde; diese bestand weitestgehend aus deren eigenen Büchern, und wurde in der School of Divinity gelagert. 
1924 starb Alfred Marshall, und er vermachte seine persönliche Bibliothek der Universität Cambridge. Als Anerkennung wurde die weitergewachsene Sammlung nun „The Marshall Library of Economics“ genannt und wurde in größeren Räumlichkeiten in einem Gebäuden an der Downing Street untergebracht. In 1935 wurden die Räume der ehemaligen Squire Law Library übernommen.  Seine Alfred Marshalls Witwe Mary Paley Marshall war an diesen beiden Standorten fast zwanzig Jahre lang als ehrenamtliche Bibliothekarin tätig und katalogisierte die vielen Bücher, die ihr Mann gespendet hatte.
In den frühen 1960er Jahren zog die Bibliothek dann in den heutigen Standort an der Sidgwick Avenue. Die Marshall Library befindet sich hier innerhalb des Austin Robinson Building, das auch die Faculty of Economics beherbergt. Dieses Gebäude wurde von Hugh Casson entworfen. Seit 2012 enthält die Bibliothek auch die Bücher des Centre of Development Studies, die davor in der Mill Lane Library aufbewahrt wurden.

## Bestände
Heutzutage enthält die Bibliothek nicht nur Bücher und Materialien zu Wirtschaftswissenschaften und zu angewandten Volkswissenschaften, sondern auch zu Entwicklungsstudien. Die Bibliothek besitzt etwa 75.000 Monographien, 25.000 Bände von Zeitschriften und abonniert 30 gedruckte Zeitschriften. Die historische Sammlung besteht aus ca. 4.000 Rara und verschiedenen archivalischen Materialien von Wirtschaftswissenschaftlern (z. B. Alfred Marshall, John Neville Keynes, Arthur Pigou, Austin Robinson).